# Großer Preis von Bahrain
Der Große Preis von Bahrain ist ein Formel-1-Rennen, das erstmals 2004 auf dem Bahrain International Circuit in as-Sachir, Bahrain, ausgetragen wurde. Wie alle neueren Strecken (Malaysia, China und Türkei) wurde auch die Strecke in Sakhir rund 30 km von den Toren Manamas entfernt vom Deutschen Architekten Hermann Tilke gebaut. Das Besondere an Bahrain ist, dass das Rennen in der Wüste stattfindet. Große Probleme bereitet den Autos deshalb neben der zum Teil drückenden Hitze auch kleine Sand- und Staubpartikel in Getriebe, Motor und Kühleinlässen, oder auch an den Bremsbelägen, was zum Defekt dieser Bauteile führen kann.

Streckenführung 2010

Ein trockenes Rennen ist so gut wie sicher, denn Regen fällt in Bahrain nur an 3 bis 5 Tagen im Jahr. Dennoch nieselte es zeitweise während des Rennwochenendes 2004.
2005 und Anfang 2006 nutzten einige Teams die Strecke in Bahrain als Teststrecke. 2005 zunächst nur Ferrari, 2006 dann auch die Scuderia Toro Rosso sowie Honda. Die enormen Kosten rechtfertigte Ferrari damit, dass es in Spanien und Italien, wo normalerweise getestet wird, im Winter kalt und nass ist.

## Bisherige Formel-1-Rennen auf dem Circuit

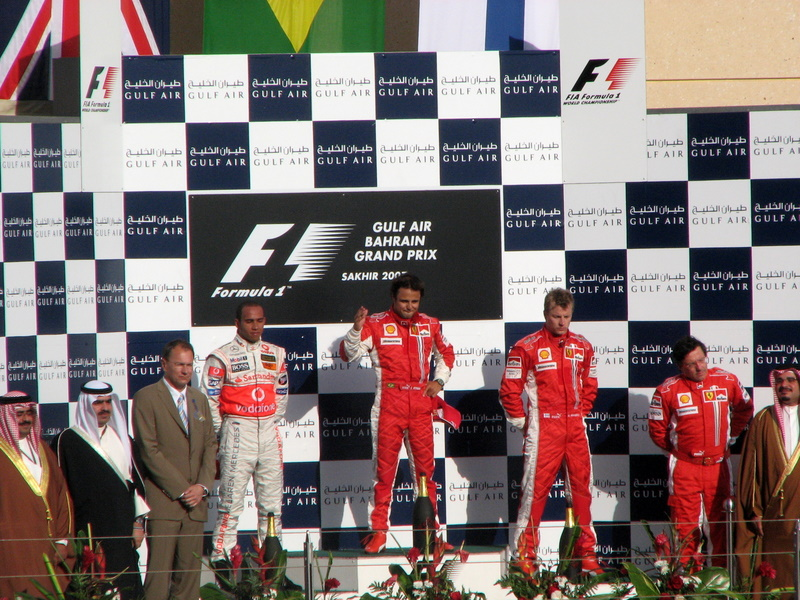
Siegerehrung beim GP von Bahrain 2007

2004 machte der Sand vor allem McLaren-Mercedes Probleme. Beiden Fahrern, dem Finnen Kimi Räikkönen und dem Schotten David Coulthard, platzten die Motoren (was im Laufe der Saison aber häufiger passierte). Spektakulär sah vor allem der Ausfall von Räikkönen aus, denn an seinem Fahrzeug entzündete sich sogar ein Feuer. Wie die gesamte Saison 2004 dominierte Ferrari mit Michael Schumacher und Rubens Barrichello auch den Bahrain GP 2004 und fuhren in eben jener Reihenfolge zu einem Doppelsieg. Abgeschlagen Dritter wurde der BAR-Honda-Pilot Jenson Button. Da man sich an das islamische Alkoholgesetz hielt, verzichtete man bei der Siegerehrung auf eine Champagner-Dusche. Stattdessen nahm man Rosenwasser. Die spektakulärste Szene des Rennens lieferten Ralf Schumacher im BMW-Williams und Takuma Satō im BAR-Honda. Beide kollidierten in der Kurve nach der Start- und Zielgeraden, wodurch Schumacher ausgehebelt wurde. Beide konnten jedoch weiterfahren und kamen auch in die Punkteränge.
2005 war das Rennen ebenfalls sehr aufregend. Der verletzte McLaren-Mercedes-Fahrer Juan Pablo Montoya wurde durch Test- und Ersatzfahrer Pedro de la Rosa ersetzt. Er lieferte ein packendes Rennen und sah gegen Teamkollege Kimi Räikkönen, der 2005 Vizemeister wurde, überraschend stark aus. Im Qualifying gewann er das Duell gegen Räikkönen. Im Rennen hatte er einige spannende Kämpfe, in denen er mehrfach von der Strecke abkam und sich drehte. Am Ende drehte er die schnellste Rennrunde und kam als 5. ins Ziel. Teamkollege Räikkönen kam auf Rang 3. Der Sieg ging aber an den späteren Weltmeister Fernando Alonso auf Renault, der zu Beginn des Rennens vom damaligen Weltmeister Michael Schumacher (auf Ferrari) arg bedrängt wurde. Er schied jedoch später mit einem Hydraulikdefekt aus. Einen harten Kampf lieferten sich noch David Coulthard im Red Bull-Cosworth und Jacques Villeneuve im Sauber-Petronas am Ende des Rennens um Rang 8 und damit um den letzten WM-Punkt. Dabei verursachte Coulthard eine Kollision, die für Villeneuve das Rennende bedeutete; er erhielt jedoch von Coulthard die Hälfte des Geldes, das er für Rang 8 bekommen hatte.
2006 fand der Bahrain GP erstmals als WM-Auftakt statt. 2007 übernahm diese Rolle, wie von 1996 bis 2005, wieder der australische GP in Melbourne. Erst 2010 kehrte der Auftakt-Grand-Prix wieder nach Bahrain zurück.
Am 21. Februar 2011 wurde das Auftaktrennen wegen politischer Unruhen abgesagt. Am 3. Juni 2011 wurde von der FIA bekanntgegeben, dass das Rennen am 30. Oktober 2011 nachgeholt wird. Am 10. Juni 2011 gab der Vorsitzende des Bahrain International Circuit, Zayed Rasched al-Zayani, bekannt, dass der Bahrain-Grand-Prix für 2011 endgültig abgesagt wird.
In der Saison 2012 wurde das Rennen termingerecht am 22. April ausgetragen, was für heftige Kritik bei Oppositionellen und Menschenrechtsorganisationen führte. Die angekündigten politischen Reformen bezeichnete Amnesty International als „oberflächlich und halbherzig“. Laut einer Analyse der Menschenrechtsorganisation gebe es zahlreiche Berichte über Folter und den Einsatz unverhältnismäßiger Gewalt durch die Polizei. Bei einem Ausfall des Rennens hätte Formel-1-Geschäftsführer Bernie Ecclestone auf ca. 30 Mio. Euro Antrittsgeld verzichten müssen. Die Regierung von Bahrain, die Streckenbetreiber und nationalen Medien wiederum bezichtigten die Menschenrechtsorganisationen und die internationale Presse der Panikmache. Demonstranten riefen vor dem Rennen zu „drei Tagen des Zorns“ auf. Laut al-Wifaq, der größten schiitisch-islamistischen Oppositionsgruppe, kam es am Formel-1-Wochenende in dem schiitischen Dorf Shakhura nahe der Hauptstadt Manama zu einem Todesopfer und zahlreichen Verletzten.

## Sonstiges
In Bahrain muss, genau wie in Abu Dhabi, der Sieger auf die obligatorische Sektdusche verzichten, weil aus Rücksicht auf die islamischen Gastgeber auf das Trinken und Verspritzen von Alkohol verzichtet wird. Stattdessen wird Rosenwasser verwendet.
Der Grand Prix findet seit 2014 in der Nacht statt, sodass unter Flutlicht gefahren wird.
Amnesty International kritisiert, dass hinter dem Rennen Menschenrechtsverletzungen stehen und fordert von der Regierung Bahrains, dass Gesetze zur Kriminalisierung der freien Meinungsäußerung zurückgenommen werden.
Der Große Preis von Bahrain 2020 wurde aufgrund der Coronavirus-Pandemie verschoben. Nach der Neugestaltung des F1-Kalenders fand das Rennen schließlich gegen Ende der Saison statt. Direkt danach wurde dort ein zweiter Event als Großer Preis von Sachir ausgetragen. Allerdings befuhr man dabei eine andere Variante der Strecke, den deutlich kürzeren Outer Circuit.

## Ergebnisse
| 1  | 2004 | as-Sachir | Michael Schumacher (Ferrari)                | Rubens Barrichello (Ferrari)              | Jenson Button (BAR-Honda)                      | Michael Schumacher (Ferrari)                | Michael Schumacher (Ferrari)            |                                    |                                    |
| 2  | 2005 | as-Sachir | Fernando Alonso (Renault)                   | Jarno Trulli (Toyota)                     | Kimi Räikkönen (McLaren-Mercedes)              | Fernando Alonso (Renault)                   | Pedro de la Rosa (McLaren-Mercedes)     |                                    |                                    |
| 3  | 2006 | as-Sachir | Fernando Alonso (Renault)                   | Michael Schumacher (Ferrari)              | Kimi Räikkönen (McLaren-Mercedes)              | Michael Schumacher (Ferrari)                | Nico Rosberg (Williams-Cosworth)        |                                    |                                    |
| 4  | 2007 | as-Sachir | Felipe Massa (Ferrari)                      | Lewis Hamilton (McLaren-Mercedes)         | Kimi Räikkönen (Ferrari)                       | Felipe Massa (Ferrari)                      | Felipe Massa (Ferrari)                  |                                    |                                    |
| 5  | 2008 | as-Sachir | Felipe Massa (Ferrari)                      | Kimi Räikkönen (Ferrari)                  | Robert Kubica (BMW Sauber)                     | Robert Kubica (BMW Sauber)                  | Heikki Kovalainen (McLaren-Mercedes)    |                                    |                                    |
| 6  | 2009 | as-Sachir | Jenson Button (Brawn-Mercedes)              | Sebastian Vettel (Red Bull-Renault)       | Jarno Trulli (Toyota)                          | Jarno Trulli (Toyota)                       | Jarno Trulli (Toyota)                   |                                    |                                    |
| 7  | 2010 | as-Sachir | Fernando Alonso (Ferrari)                   | Felipe Massa (Ferrari)                    | Lewis Hamilton (McLaren-Mercedes)              | Sebastian Vettel (Red Bull-Renault)         | Fernando Alonso (Ferrari)               |                                    |                                    |
| -  | 2011 | as-Sachir | wegen politischer Unruhen abgesagt          | wegen politischer Unruhen abgesagt        | wegen politischer Unruhen abgesagt             | wegen politischer Unruhen abgesagt          | wegen politischer Unruhen abgesagt      | wegen politischer Unruhen abgesagt | wegen politischer Unruhen abgesagt |
| 8  | 2012 | as-Sachir | Sebastian Vettel (Red Bull-Renault)         | Kimi Räikkönen (Lotus-Renault)            | Romain Grosjean (Lotus-Renault)                | Sebastian Vettel (Red Bull-Renault)         | Sebastian Vettel (Red Bull-Renault)     |                                    |                                    |
| 9  | 2013 | as-Sachir | Sebastian Vettel (Red Bull-Renault)         | Kimi Räikkönen (Lotus-Renault)            | Romain Grosjean (Lotus-Renault)                | Nico Rosberg (Mercedes)                     | Sebastian Vettel (Red Bull-Renault)     |                                    |                                    |
| 10 | 2014 | as-Sachir | Lewis Hamilton (Mercedes)                   | Nico Rosberg (Mercedes)                   | Sergio Pérez (Force India-Mercedes)            | Nico Rosberg (Mercedes)                     | Nico Rosberg (Mercedes)                 |                                    |                                    |
| 11 | 2015 | as-Sachir | Lewis Hamilton (Mercedes)                   | Kimi Räikkönen (Ferrari)                  | Nico Rosberg (Mercedes)                        | Lewis Hamilton (Mercedes)                   | Kimi Räikkönen (Ferrari)                |                                    |                                    |
| 12 | 2016 | as-Sachir | Nico Rosberg (Mercedes)                     | Kimi Räikkönen (Ferrari)                  | Lewis Hamilton (Mercedes)                      | Lewis Hamilton (Mercedes)                   | Nico Rosberg (Mercedes)                 |                                    |                                    |
| 13 | 2017 | as-Sachir | Sebastian Vettel (Ferrari)                  | Lewis Hamilton (Mercedes)                 | Valtteri Bottas (Mercedes)                     | Valtteri Bottas (Mercedes)                  | Lewis Hamilton (Mercedes)               |                                    |                                    |
| 14 | 2018 | as-Sachir | Sebastian Vettel (Ferrari)                  | Valtteri Bottas (Mercedes)                | Lewis Hamilton (Mercedes)                      | Sebastian Vettel (Ferrari)                  | Valtteri Bottas (Mercedes)              |                                    |                                    |
| 15 | 2019 | as-Sachir | Lewis Hamilton (Mercedes)                   | Valtteri Bottas (Mercedes)                | Charles Leclerc (Ferrari)                      | Charles Leclerc (Ferrari)                   | Charles Leclerc (Ferrari)               |                                    |                                    |
| 16 | 2020 | as-Sachir | Lewis Hamilton (Mercedes)                   | Max Verstappen (Red Bull-Honda)           | Alexander Albon (Red Bull-Honda)               | Lewis Hamilton (Mercedes)                   | Max Verstappen (Red Bull-Honda)         |                                    |                                    |
| 17 | 2021 | as-Sachir | Lewis Hamilton (Mercedes)                   | Max Verstappen (Red Bull-Honda)           | Valtteri Bottas (Mercedes)                     | Max Verstappen (Red Bull-Honda)             | Valtteri Bottas (Mercedes)              |                                    |                                    |
| 18 | 2022 | as-Sachir | Charles Leclerc (Ferrari)                   | Carlos Sainz jr. (Ferrari)                | Lewis Hamilton (Mercedes)                      | Charles Leclerc (Ferrari)                   | Charles Leclerc (Ferrari)               |                                    |                                    |
| 19 | 2023 | as-Sachir | Max Verstappen (Red Bull Racing-Honda RBPT) | Sergio Pérez (Red Bull Racing-Honda RBPT) | Fernando Alonso (Aston Martin Aramco-Mercedes) | Max Verstappen (Red Bull Racing-Honda RBPT) | Zhou Guanyu (Alfa Romeo-Ferrari)        |                                    |                                    |
| 20 | 2024 | as-Sachir | Max Verstappen (Oracle Red Bull Racing)     | Sergio Pérez (Oracle Red Bull Racing)     | Carlos Sainz jr. (Ferrari)                     | Max Verstappen (Oracle Red Bull Racing)     | Max Verstappen (Oracle Red Bull Racing) |                                    |                                    |
| 21 | 2025 | as-Sachir | Oscar Piastri (McLaren-Mercedes)            | George Russell (Mercedes)                 | Lando Norris (Oracle Red Bull Racing)          | Oscar Piastri (McLaren-Mercedes)            | Oscar Piastri (McLaren-Mercedes)        |                                    |                                    |